# ۵۹۴ (قمری)
۵۹۴ (قمری)، پانصد و نود و چهارمین سال در گاهشماری هجری قمری است. اول محرم این سال برابر با بیستم نوامبر سال ۱۱۹۷ میلادی است.